# Ignacio García de Vinuesa
Ignacio García de Vinuesa Gardoqui (Madrid, 6 de noviembre de 1948) es un político y empresario español.

## Biografía
El tercero de una familia de seis hermanos, está casado y con cuatro hijos. Vive en Alcobendas desde 1986. Estudió Derecho en la Universidad Complutense de Madrid.
Se afilió a UCD, participando en la organización de la campaña de las primeras elecciones democráticas. Desde 1999 decide dedicarse a la política local, colaborar en diversas áreas. Fue miembro del Comité Ejecutivo Regional y secretario de Acción Política del Partido Popular. Presidió la Comisión de Economía y Empleo de la Federación Madrileña de Municipios. Desde las Elecciones municipales españolas de 1999, ha sido portavoz del Partido Popular en el Ayuntamiento de Alcobendas.
El 16 de junio de 2007 es elegido alcalde de Alcobendas, tras una victoria por mayoría absoluta (49,89%).
El 23 de marzo de 2011 (Elecciones municipales Alcobendas 2011) es reelecto por mayoría absoluta (49,69%). 
El 24 de mayo de 2015 (Elecciones municipales Alcobendas 2015) es reelegido otra vez, pero sin mayoría absoluta (38,4%).
Número 27 en la candidatura del Partido Popular en las elecciones a la Asamblea de Madrid de 2015, se convirtió en diputado de la x legislatura del parlamento regional.
El 26 de mayo de 2019 (Elecciones municipales Alcobendas 2019) no es elegido alcalde, siendo la fuerza más votada (34,33%), debido al pacto llevado por PSOE y Ciudadanos.